# Malvik
Malvik er en kommune i Sør-Trøndelag fylke i Norge. Den ligger ud til Trondheimsfjorden, og grænser ellers til Stjørdal i øst, Selbu i syd og til Trondheim i vest. Malvik har to små eksklaver (Jøsåsgårdene) i Stjørdal kommune.

## Byer i Malvik
- Smiskaret
- Muruvik
- Hommelvik
- Vikhammer
- Saksvik
- Hundhammeren
- Mostadmark
- Bjørnmyra

## Samfund
I mellemkrigs- og efterkrigstiden blev det populært for trondhjemmerne at få sig en hytte i Malvik. Senere tog mange disse hytter i brug som bolig og nye boliger blev bygget. Malvik har derfor mange træk som kan minde om en forstadskommune. Omtrent 65% af de beskæftigede arbejder udenfor kommunen (hovedsageligt i Trondheim.)
Malvik har én videregående skole, Malvik videregående. Skolen har i dag et bredt fagtilbud fordelt på fem forskellige studieretninger med 343 elever.

## Historie
Malvik blev selvstændig kommune i 1891 da den blev skilt ud fra fra Strinden herred.

## Seværdigheder

### Nygårdsvolden
På Nygårdsvolden, der ligger 5 minutter fra Hommelvik blev tidligere statsminister og leder af Norges eksilregering under 2. verdenskrig, Johan Nygaardsvold (1879–1952) født.

### Mostadmarka jernværk
Mostadmarka jernværk blev bygget i 1657 og producerede hovedsageligt krigsmateriel til festningsanlæg i Trondheimsområdet. Jernværket gik konkurs i 1695, men i 1770 blev driften genoptaget og der blev drevet jernværk helt frem til 1872. Det blev besluttet at nedlægge værket fordi jernværket i europæisk sammenhæng var meget lille, og det var dyrt at få fragtet jernmalmen til værket.